# Richard Hoepfner
Richard Harris Hoepfner (* 14. November 1944 in Houston) ist ein ehemaliger US-amerikanischer Segler.

## Erfolge
Richard Hoepfner nahm an den Olympischen Spielen 1976 in Montreal neben Walter Glasgow als Crewmitglied des US-amerikanischen Bootes der Soling-Klasse von Skipper John Kolius teil. Sie gewannen eine der sieben Wettfahrten und erzielten 47,4 Gesamtpunkte, womit sie nur 0,7 Punkte hinter den dänischen Olympiasiegern um Skipper Poul Høj Jensen zurückblieben. Zwar waren sie außerdem punktgleich mit dem von Dieter Below angeführten Boot aus der DDR, da sie im Gegensatz zu den Deutschen aber eine Wettfahrt hatten gewinnen können, erhielten die US-Amerikaner die Silbermedaille, während Below und seine Crew Bronze gewann. Bereits 1974 war Hoepfner nordamerikanischer Meister geworden. 1975 gewann er im Soling zudem gemeinsam mit Glasgow und Kolius die Bronzemedaille bei den Weltmeisterschaften.